# Folle à tuer
Pour plus de détails, voir Fiche technique et Distribution.
Folle à tuer est un film franco-italien d'Yves Boisset adapté d'un roman de Jean-Patrick Manchette et sorti en 1975.

## Synopsis
Julie, une jeune femme sortie d'une clinique psychiatrique, est engagée comme gouvernante du jeune Thomas, le neveu d'un riche industriel. Leur première rencontre se passe mal. Lors d'une promenade dans un parc, un tueur à gages enlève Julie et Thomas, ainsi que leur chauffeur, Georges. Le tueur contraint Julie d'écrire une lettre à l'oncle Stéphane, dans laquelle elle confesse qu'elle projette de tuer Thomas, puis de se pendre. Julie parvient à tromper sa vigilance et prend la fuite avec l'enfant. Ils sont alors poursuivis par les tueurs, leur périple empruntant divers moyens de locomotion dont le train Alpazur pour arriver au dénouement près d’Entrevaux.

## Fiche technique
- Titre : Folle à tuer
- Réalisation : Yves Boisset
- Assistants : Claude Othnin-Girard et Laurent Heynemann
- Scénario : Yves Boisset, d'après le roman Ô dingos, ô châteaux ! de Jean-Patrick Manchette, publié dans la collection Série noire
- Dialogues : Sébastien Japrisot
- Montage : Albert Jurgenson
- Photographie : Jean Boffety
- Musique : Giuseppe Verdi (extraits de l'opéra La Force du destin), adaptation musicale par Philippe Sarde
- Décors : Maurice Sergent
- Ingénieur du son : Raymond Adam
- Producteurs : Ralph Baum et Raymond Danon
- Directeur de production : André Hoss
- Sociétés de production : Lira Films (Paris) - Produzioni Artistiche Internazionali (Roma)
- Pays :  France -  Italie
- Genre : drame et thriller
- Durée : 95 minutes
- Date de sortie : France - 20 août 1975
- Classification CNC visa 41729 : interdit aux moins de 13 ans à sa sortie / Tous public de nos jours à la suite de la réévaluation en 1989

## Distribution
- Marlène Jobert : Julie Bellanger
- Tomás Milián : Thompson (Doublé par Edward Meeks)
- Thomas Waintrop : Thomas
- Michel Peyrelon : Walter
- Michael Lonsdale : Stéphane Mostri
- Jean Bouise : Dr. Rosenfeld
- Victor Lanoux : Georges
- Jean Bouchaud : le commissaire Melun
- Henri Poirier : l'automobiliste

## Autour du film
- À la 69ème minute du film, on entend l'autoradio diffuser la chanson du film Zorro (1975) composée par Guido et Maurizio de Angelis.

## Critiques
Pour le magazine Télé Loisirs, Folle à tuer est « d'après le roman de Jean-Patrick Manchette, un thriller efficace, plein de violence et de suspense, qui joue habilement sur la notion de folie ».